# Оливковый певун
Оливковый певун (лат. Peucedramus taeniatus) — вид воробьинообразных птиц из семейства оливковых певунов (Peucedramidae).
Оливковый певун распространён с юга Аризоны и Нью-Мексики на юг через Мексику до Никарагуа, включительно. Это единственная птица-эндемик Северной Америки (включая Центральную Америку). Ранее данный вид входил в состав семейства древесницевых (Parulidae), но исследования ДНК свидетельствуют о том, что оливковый певун отделился от родственных воробьинообразных.
Оливковые певуны — это насекомоядные птицы, обитающие в хвойных лесах. Они не считаются мигрирующими, хотя большинство птиц Нью-Мексики покидают штат в ноябре, а возвращаются в конце февраля. Гнёзда строят на деревьях. В кладке 3—4 яйца.

## Описание
Птица средних размеров; тело длиной — 13—14 см, масса птиц — 9,5—12 грамм. Голова и шея оливкового американского конька жёлтого цвета, вокруг глаз вдоль от клюва до шеи чёрного цвета перья, тело серого цвета и крылья чёрного и белого цвета.

## Подвиды
В виде выделяют пять подвидов, хотя раньше было семь подвидов, но после ревизии подвидов оливкового певуна P. t. georgei (южная Мексика) P. t. aurantiacus (юг Гватемалы) стали синонимами номинативного подвида — P. t. taeniatus. Пять подвидов:
- Peucedramus taeniatus arizonae — юго-западные США (юг Аризоны и юго-запад Нью-Мексико) и северо-запад Мексики (северо-восток Соноры и юго-запад Чиуауа)[1];
- Peucedramus taeniatus giraudi — центральная Мексика — от Халиско и Мичоакана восточнее до запада Веракруса[1];
- Peucedramus taeniatus jaliscensis — с юга Чиуауа и центрально части Коауила южнее до Халиско и Колима, а также с юга Нуэво-Леон и запада Тамаулипас южнее до центрального Сан-Луис-Потоси[1];
- Peucedramus taeniatus micrus — Гондурас, север Сальвадора и север Никарагуа[1];
- Peucedramus taeniatus taeniatus — с юга Мексики южнее до Гватемалы[1].